# Yekaterina Makárova
Yekaterina Valérievna Makárova (en ruso: Екатерина Валерьевна Макарова; Moscú, 7 de junio de 1988) es una extenista rusa. Comenzó a jugar al tenis a los 6 años y se incorporó al circuito femenino sénior a los 15 años.
En la primera semana de 2015 logró ubicarse en la décima posición del ranking WTA, su mejor registro histórico.
En torneos de Grand Slam, Makárova ha llegado a semifinales en individual en el Abierto de Estados Unidos 2014 y el Abierto de Australia 2015, y a cuartos de final de Australia 2012 y 2013, Wimbledon 2014 y los Estados Unidos 2013. En tanto, ha ganado dos títulos de Grand Slam en dobles femeninos, Roland Garros 2013 y los Estados Unidos 2014, así coo un título de dobles mixtos en Estados Unidos 2012.
En los Juegos Olímpicos de Río 2016 consiguió la medalla de oro en dobles femenino junto su compatritoa Yelena Vesniná venciendo en la final a las suizas Timea Bacsinszky y Martina Hingis por 6-4 6-4.
Makárova ha ganado tres títulos WTA; el Premier de Eastbourne y los International de Pattaya City y Washington.
Ganó el Future de Grecia 06A a Cristina Dinu (Rumania) 7-6 6-3 el 23 de octubre de 2024.

## Títulos de Grand Slam

### Dobles

#### Campeona (3)
| Año  | Torneo            | Pareja         | Oponentes en la final           | Resultado     |
| 2013 | Roland Garros     | Yelena Vesniná | Sara Errani Roberta Vinci       | 7-5, 6-2      |
| 2014 | Abierto de EE.UU. | Yelena Vesniná | Martina Hingis Flavia Pennetta  | 2-6, 6-3, 6-2 |
| 2017 | Wimbledon         | Yelena Vesniná | Hao-Ching Chan Monica Niculescu | 6-0, 6-0      |

#### Finalista (4)
| Año  | Torneo               | Pareja         | Oponentes en la final               | Resultado        |
| 2014 | Abierto de Australia | Yelena Vesniná | Sara Errani Roberta Vinci           | 4-6, 6-3, 5-7    |
| 2015 | Wimbledon            | Yelena Vesniná | Martina Hingis Sania Mirza          | 7-5, 6-7(4), 5-7 |
| 2016 | Roland Garros        | Yelena Vesniná | Caroline Garcia Kristina Mladenovic | 3-6, 6-2, 4-6    |
| 2018 | Abierto de Australia | Yelena Vesniná | Tímea Babos Kristina Mladenovic     | 4-6, 3-6         |

### Dobles mixto

#### Campeona (1)
| Año  | Torneo            | Pareja       | Oponentes en la final          | Resultado            |
| 2012 | Abierto de EE.UU. | Bruno Soares | Květa Peschke Marcin Matkowski | 6-7(8), 6-1, [12-10] |

#### Finalista (1)
| Año  | Torneo               | Pareja            | Oponentes en la final   | Resultado |
| 2010 | Abierto de Australia | Jaroslav Levinský | Cara Black Leander Paes | 5-7, 3-6  |

## Títulos WTA (18; 3+15)

### Individual (3)
| Leyenda: Antes de 2009            | Leyenda: A partir de 2009 |
| --------------------------------- | ------------------------- |
| Grand Slam (0)                    |                           |
| Juegos Olímpicos (0)              |                           |
| WTA Tour Championships/Finals (0) |                           |
| Tier I (0)                        | Premier Mandatory (0)     |
| Tier II (0)                       | Premier 5 (0)             |
| Tier III (0)                      | Premier (1)               |
| Tier IV & V (0)                   | International (2)         |

| N.º | Fecha                | Torneo       | Superficie | Oponente en la final | Resultado        |
| --- | -------------------- | ------------ | ---------- | -------------------- | ---------------- |
| 1.  | 19 de junio de 2010  | Eastbourne   | Hierba     | Victoria Azarenka    | 7-6(5), 6-4      |
| 2.  | 2 de febrero de 2014 | Pattaya City | Dura       | Karolína Plíšková    | 6-3, 7-6(7)      |
| 3.  | 6 de agosto de 2017  | Washington   | Dura       | Julia Görges         | 3-6, 7-6(2), 6-0 |

#### Finalista (2)
| N.º | Fecha             | Torneo  | Superficie    | Oponente en la final | Resultado |
| --- | ----------------- | ------- | ------------- | -------------------- | --------- |
| 1.  | 2 de mayo de 2009 | Fes     | Tierra batida | Anabel Medina        | 0-6, 1-6  |
| 2.  | 9 de mayo de 2009 | Estoril | Tierra batida | Yanina Wickmayer     | 5-7, 2-6  |

### Dobles (15)
| Leyenda: Antes de 2009            | Leyenda: A partir de 2009 |
| --------------------------------- | ------------------------- |
| Grand Slam (3)                    |                           |
| Juegos Olímpicos (1)              |                           |
| WTA Tour Championships/Finals (1) |                           |
| Tier I (0)                        | Premier Mandatory (3)     |
| Tier II (0)                       | Premier 5 (4)             |
| Tier III (0)                      | Premier (2)               |
| Tier IV & V (0)                   | International (1)         |

| N.º | Fecha                   | Torneo             | Superficie    | Pareja              | Oponentes en la final                | Resultado        |
| --- | ----------------------- | ------------------ | ------------- | ------------------- | ------------------------------------ | ---------------- |
| 1.  | 3 de mayo de 2009       | Fes                | Tierra batida | Alisa Kleybanova    | Sorana Cîrstea María Kirilenko       | 6-3, 2-6, [10-8] |
| 2.  | 6 de octubre de 2012    | Pekín              | Dura          | Yelena Vesniná      | Nuria Llagostera Sania Mirza         | 7-5, 7-5         |
| 3.  | 21 de octubre de 2012   | Moscú              | Dura (i)      | Yelena Vesniná      | María Kirilenko Nadia Petrova        | 6-3, 1-6, [10-8] |
| 4.  | 16 de marzo de 2013     | Indian Wells       | Dura          | Yelena Vesniná      | Nadia Petrova Katarina Srebotnik     | 6-0, 5-7, [10-6] |
| 5.  | 9 de junio de 2013      | Roland Garros      | Tierra batida | Yelena Vesniná      | Sara Errani Roberta Vinci            | 7-5, 6-2         |
| 6.  | 6 de septiembre de 2014 | Abierto de EE. UU. | Dura          | Yelena Vesniná      | Martina Hingis Flavia Pennetta       | 2-6, 6-3, 6-2    |
| 7.  | 31 de julio de 2016     | Montreal           | Dura          | Yelena Vesniná      | Simona Halep Monica Niculescu        | 6-3, 7-6(5)      |
| 8.  | 14 de agosto de 2016    | JJ.OO. Río 2016    | Dura          | Yelena Vesniná      | Timea Bacsinszky Martina Hingis      | 6-4, 6-4         |
| 9.  | 30 de octubre de 2016   | WTA Finals         | Dura (i)      | Yelena Vesniná      | Bethanie Mattek-Sands Lucie Šafářová | 7-6(5), 6-3      |
| 10. | 25 de febrero de 2017   | Dubái              | Dura          | Yelena Vesniná      | Andrea Hlaváčková Shuai Peng         | 6-2, 4-6, [10-7] |
| 11. | 15 de julio de 2017     | Wimbledon          | Hierba        | Yelena Vesniná      | Hao-Ching Chan Monica Niculescu      | 6-0, 6-0         |
| 12. | 13 de agosto de 2017    | Toronto            | Dura          | Yelena Vesniná      | Anna-Lena Grönefeld Květa Peschke    | 6-0, 6-4         |
| 13. | 12 de mayo de 2018      | Madrid             | Tierra batida | Yelena Vesniná      | Tímea Babos Kristina Mladenovic      | 2-6, 6-4, [10-8] |
| 14. | 18 de agosto de 2018    | Cincinnati         | Dura          | Lucie Hradecká      | Elise Mertens Demi Schuurs           | 6-2, 7-5         |
| 15. | 3 de febrero de 2019    | San Petersburgo    | Dura (i)      | Margarita Gasparyan | Anna Kalinskaya Viktória Kužmová     | 7-5, 7-5         |

#### Finalista (21)
| N.º | Fecha                 | Torneo               | Superficie    | Pareja            | Oponentes en la final                     | Resultado           |
| --- | --------------------- | -------------------- | ------------- | ----------------- | ----------------------------------------- | ------------------- |
| 1.  | 4 de mayo de 2008     | Fes                  | Tierra batida | Alisa Kleybanova  | Sorana Cîrstea Anastasiya Pavliuchenkova  | 3-6, 6-2, [8-10]    |
| 2.  | 27 de julio de 2008   | Portoroz             | Dura          | Vera Dushevina    | Anabel Medina Virginia Ruano              | 4-6, 1-6            |
| 3.  | 10 de octubre de 2009 | Pekín                | Dura          | Alla Kudryavtseva | Su-Wei Hsieh Shuai Peng                   | 3-6, 1-6            |
| 4.  | 13 de febrero de 2011 | París                | Dura (i)      | Vera Dushevina    | Bethanie Mattek-Sands Meghann Shaughnessy | 4-6, 2-6            |
| 5.  | 25 de octubre de 2011 | Luxemburgo           | Dura (i)      | Lucie Hradecká    | Iveta Benešová Barbora Záhlavová-Strýcová | 5-7, 3-6            |
| 6.  | 13 de mayo de 2012    | Madrid               | Tierra batida | Yelena Vesniná    | Sara Errani Roberta Vinci                 | 1-6, 6-3, [4-10]    |
| 7.  | 20 de mayo de 2012    | Roma                 | Tierra batida | Yelena Vesniná    | Sara Errani Roberta Vinci                 | 2-6, 5-7            |
| 8.  | 27 de octubre de 2013 | Tour Championships   | Dura (i)      | Yelena Vesniná    | Su-Wei Hsieh Shuai Peng                   | 4-6, 5-7            |
| 9.  | 24 de enero de 2014   | Abierto de Australia | Dura          | Yelena Vesniná    | Sara Errani Roberta Vinci                 | 4-6, 6-3, 5-7       |
| 10. | 30 de marzo de 2014   | Miami                | Dura          | Yelena Vesniná    | Martina Hingis Sabine Lisicki             | 6-4, 4-6, [5-10]    |
| 11. | 22 de marzo de 2015   | Indian Wells         | Dura          | Yelena Vesniná    | Martina Hingis Sania Mirza                | 3-6, 4-6            |
| 12. | 5 de abril de 2015    | Miami                | Dura          | Yelena Vesniná    | Martina Hingis Sania Mirza                | 5-7, 1-6            |
| 13. | 11 de julio de 2015   | Wimbledon            | Hierba        | Yelena Vesniná    | Martina Hingis Sania Mirza                | 7-5, 6-7(4), 5-7    |
| 14. | 15 de mayo de 2016    | Roma                 | Tierra batida | Yelena Vesniná    | Martina Hingis Sania Mirza                | 1-6, 7-6(5), [3-10] |
| 15. | 5 de junio de 2016    | Roland Garros        | Tierra batida | Yelena Vesniná    | Caroline Garcia Kristina Mladenovic       | 3-6, 6-2, 4-6       |
| 16. | 7 de enero de 2017    | Brisbane             | Dura          | Yelena Vesniná    | Bethanie Mattek-Sands Sania Mirza         | 2-6, 3-6            |
| 17. | 21 de mayo de 2017    | Roma                 | Tierra batida | Yelena Vesniná    | Yung-Jan Chan Martina Hingis              | 5-7, 6-7(4)         |
| 18. | 26 de enero de 2018   | Abierto de Australia | Dura          | Yelena Vesniná    | Tímea Babos Kristina Mladenovic           | 4-6, 3-6            |
| 19. | 17 de marzo de 2018   | Indian Wells         | Dura          | Yelena Vesniná    | Su-Wei Hsieh Barbora Strýcová             | 4-6, 4-6            |
| 20. | 12 de agosto de 2018  | Montreal             | Dura          | Yung-Jan Chan     | Ashleigh Barty Demi Schuurs               | 6-4, 3-6, [8-10]    |
| 21. | 23 de febrero de 2019 | Dubái                | Dura          | Lucie Hradecká    | Su-Wei Hsieh Barbora Strýcová             | 4-6, 4-6            |

## Clasificación en torneos del Grand Slam

### Individual
| Torneo                | 2007 | 2008 | 2009         | 2010         | 2011         | 2012 | 2013         | 2014         | 2015         | 2016 | 2017 | G-P   | Títulos |
| --------------------- | ---- | ---- | ------------ | ------------ | ------------ | ---- | ------------ | ------------ | ------------ | ---- | ---- | ----- | ------- |
| Australian Open       | -    | 3R   | 2R           | 2R           | 4R           | CF   | CF           | 4R           | SF           | 4R   | 4R   | 29-10 | 0       |
| Roland Garros         | -    | 2R   | 1R           | 1R           | 4R           | 1R   | 1R           | 3R           | 4R           | 3R   | 2R   | 11-10 | 0       |
| Wimbledon             | -    | 1R   | 2R           | 2R           | 1R           | 2R   | 3R           | CF           | 2R           | 4R   | 2R   | 14-10 | 0       |
| US Open               | 3R   | 3R   | 1R           | 1R           | 1R           | 3R   | CF           | SF           | 4R           | 1R   |      | 18-10 | 0       |
| Torneos de Fin de Año |      |      |              |              |              |      |              |              |              |      |      |       |         |
| WTA Finals            | -    | -    | -            | -            | -            | -    | -            | -            | -            | -    |      | 0-0   | 0       |
| Juegos Olímpicos      |      |      |              |              |              |      |              |              |              |      |      |       |         |
| Juegos Olímpicos      | N C  | -    | No Celebrado | No Celebrado | No Celebrado | -    | No Celebrado | No Celebrado | No Celebrado | 3R   | NC   | 2-1   | 0       |

### Dobles
| Torneo                | 2007 | 2008 | 2009         | 2010         | 2011         | 2012 | 2013         | 2014         | 2015         | 2016 | 2017 | G-P  | Títulos |
| --------------------- | ---- | ---- | ------------ | ------------ | ------------ | ---- | ------------ | ------------ | ------------ | ---- | ---- | ---- | ------- |
| Australian Open       | -    | -    | 2R           | 2R           | 1R           | CF   | SF           | F            | 3R           | -    | CF   | 20-8 | 0       |
| Roland Garros         | -    | 2R   | 2R           | 2R           | 1R           | CF   | G            | 2R           | SF           | F    | CF   | 25-9 | 1       |
| Wimbledon             | -    | CF   | CF           | 2R           | 3R           | CF   | 3R           | 3R           | F            | CF   | G    | 30-9 | 1       |
| US Open               | -    | 2R   | SF           | 2R           | 3R           | 3R   | CF           | G            | -            | SF   |      | 23-7 | 1       |
| Torneos de Fin de Año |      |      |              |              |              |      |              |              |              |      |      |      |         |
| WTA Finals            | -    | -    | -            | -            | -            | -    | F            | CF           | -            | G    |      | 3-3  | 1       |
| Juegos Olímpicos      |      |      |              |              |              |      |              |              |              |      |      |      |         |
| Juegos Olímpicos      | N C  | -    | No Celebrado | No Celebrado | No Celebrado | CF   | No Celebrado | No Celebrado | No Celebrado | G    | NC   | 7-1  | 1       |

## Victorias destacadas
- Eastbourne 2008: Vera Zvonariova
- Estados Unidos 2008: Anna Chakvetadze
- Miami 2009: Nadia Petrova
- Eastborune 2010: Samantha Stosur, Victoria Azarenka
- Australia 2011: Ana Ivanovic
- Australia 2012: Vera Zvonariova, Serena Williams
- Eastbourne 2012: Petra Kvitova
- Australia 2013: Angelique Kerber
- Madrid 2013: Victoria Azarenka
- Eastbourne 2013: Angelique Kerber
- New Haven 2013: Sara Errani
- Estados Unidos 2013: Agnieszka Radwanska
- Sídney 2014: Jelena Jankovic
- Miami 2014: Sara Errani
- WImbledon 2014: Agnieszka Radwanska
- Canadá 2014: Petra Kvitova
- Estados Unidos 2014: Eugenie Bouchard
- Australia 2015: Simona Halep
- Wimbledon 2016: Petra Kvitova